# The Red Book
The Red Book is een Amerikaanse korte animatiefilm uit 1994 onder de regie van installatiekunstenares Janie Geiser. In 2009 werd de film opgenomen in het National Film Registry.

## Plot
De film toont platte en driedimensionale beelden met voornamelijk heel veel vrouwenfiguren. Volgens de kunstenares is het een kijk in het geheugen van een vrouw met een slaapstoornis.